# John Bernard Dalison
John Bernard Dalison, britanski general, * 1888, † 1954.